# Садова сільська рада (Переволоцький район)
Садо́ва сільська рада (рос. Садовый сельский совет) — сільське поселення у складі Переволоцького району Оренбурзької області Росії.
Адміністративний центр — селище Садовий.

## Населення
Населення — 977 осіб (2019; 1126 в 2010, 1196 у 2002).

## Склад
До складу сільської ради входять:
| Населений пункт  | Населення, осіб (2002) | Населення, осіб (2010) |
| ---------------- | ---------------------- | ---------------------- |
| Алексієвка, село | 216                    | 218                    |
| В'язовка, хутір  | 65                     | 16                     |
| Садовий, селище  | 654                    | 650                    |
| Южний, хутір     | 261                    | 242                    |